# Green Gully Soccer Club
Il Green Gully Soccer Club è una squadra calcistica della città australiana di Melbourne, fondata nel 1955 da immigrati maltesi. Il club milita nella NPL Victoria.

## Palmarès

### Competizioni nazionali
- Victorian Premier League: 9

1981, 1982, 1983, 1999, 2000, 2003, 2005, 2010, 2011

## Giocatori celebri
- Paul Wade
- Scott Fraser (1986 NSL)
- George Campbell (1985-1986 NSL)
- Steve McLelland (1983–1989)
- Manny Muscat
- Rodrigo Vargas